# 布氏白粉菌属
布氏白粉菌属（学名：Blumeria）是白粉菌科下的一个属。

## 下属物种
本属包括以下物种：
- 禾本科布氏白粉菌 Blumeria graminis (DC.) Speer = Erysiphe graminis DC.